# 星野直志
星野直志（ほしの ただし）は、日本のパラリンピックのトラック&フィールドのカテゴリT13スプリントの競技を中心に競走する。 
直志は、2000年シドニーパラリンピックで100mと200mの両方に出場したが、日本の4×100mリレーチームとして銀メダルを獲得した。

## 参照資料
1. ↑  profile on paralympic.org